# Хэмилл, Марк
Марк Ри́чард Хэ́милл (англ. Mark Richard Hamill, род. 25 сентября 1951) — американский актёр и сценарист. Наиболее известен по роли Люка Скайуокера в киносаге «Звёздные войны», а также является каноничным голосом Джокера.

## Биография
Хэмилл родился 25 сентября 1951 года в приморском городе Окленд, в Калифорнии.
Его отец, Уильям Хэмилл, был образцовым офицером, капитаном ВМС США. Мать, Сьюзанн Хэмилл, — домохозяйкой. Сложная работа отца заставляла семью постоянно менять место жительства, поэтому будущий актёр успел пожить и в Виргинии, и в Нью-Йорке, и даже в Японии, где он окончил школу.
Поскольку Марк был лишь одним из семи детей в семье, родители уделяли мало времени его воспитанию, позволяя ребёнку заниматься всем, что ему было интересно.
Марку особенно нравилось находиться в центре внимания, развлекать публику. Больше всего он тяготел к искусству. В шесть лет, когда отец взял его с собой в командировку в Нью-Йорк, мальчик всю неделю пропадал в театре. На военной базе в Японии, где кино для семей военных бесплатно показывали каждый день, Марк не пропустил ни одной премьеры. Он даже прошёл прослушивание на съёмки фильма, но, дойдя до финала, роли всё же не получил.
Кроме этого, мальчику всегда нравилось мастерить, конструировать, делать что-то своими руками. В 12 лет Марк участвовал в школьной театральной постановке, помогая в изготовлении декораций. Один из маленьких актёров опоздал к началу спектакля, и Марка попросили заменить его, выйдя на сцену. Так, даже не зная слов, Хэмилл получил свою первую роль.
В 1969 году, на свадьбе старшего брата, Марк познакомился с композитором Майклом Фрэнксом, который написал пьесу для небольшого голливудского театра. Фрэнкс пригласил 17-летнего парня принять участие в постановке.
«Daily News», 1981:

Всё началось с этой пьесы. Мы поставили её в маленьком театре в Голливуде в августе, а к Рождеству у меня уже был агент. Тогда я жил в сарае, который снимал за 55 баксов в неделю и, чтобы не попасть в армию, учился в колледже.

В театральный колледж Хэмилл поступил сразу после школы. А театральный агент заметил его на выпускном спектакле. Девятнадцатилетнего Марка пригласили на роль в телепроекте «Шоу Билла Косби». Парня заметили и оценили. Затем последовали роли в различных телесериалах, пока Джордж Лукас не занял актёра в фантастической саге «Звёздные войны».
11 января 1977 года трагическое событие чуть не стало роковым в карьере актёра. Лукас собирался переснять несколько сцен «Звёздных войн», но лететь в Тунис, где проходили съёмки ранее, не было смысла. Было принято решение работать в Долине Смерти, которая напоминала тунисскую пустыню. Когда Марк Хэмилл ехал к месту съёмок, то уснул за рулём. Его машина перевернулась, и он вылетел на обочину через лобовое стекло. Актёр остался жив, но перенёс несколько тяжёлых пластических операций на лице. Чтобы закончить картину, Лукас работал с дублёром на дальних планах, а для крупных использовал ранее отснятый материал.
Швы Хэмиллу сняли лишь за неделю до премьерного показа «Звёздных войн». Искушённый зритель может заметить, что его новое лицо несколько отличается от прежнего.
Перенесённые потрясения на некоторое время привели актёра к психологической травме. Долгое время он не мог уговорить себя сесть за руль автомобиля, но постепенно стресс прошёл, и уже в следующем новом фильме Хэмилл лихо ведёт машину.
Отдыхая от актёрских работ в кино, Марк принимал приглашения на озвучивание мультипликационных персонажей. Это стало его хобби. За свою карьеру он подарил свой голос героям более двухсот мультфильмов. Самый известный — это голос Джокера в сериалах про Бэтмена.
Хэмилл стремился играть разные роли, стараясь быть многоплановым актёром, но агенты не особо радовали его, продолжая видеть в нём Люка Скайуокера. После первого опыта в «Звёздных войнах» последовал приключенческий фильм «Лето в поисках „Корвета“» М. Роббинса. Затем военная драма «Большая красная единица» С. Фуллера, где Марк играет снайпера-новичка.
В начале 1980-х Хэмилл принял участие в лёгком мюзикле «Ночь, когда погасли огни в Джорджии», для роли в котором ему пришлось потолстеть на 11 килограммов. В следующем фильме, фантастическом боевике «Поток», актёр пытается доказать, что может играть и серьёзные драматические роли.
1990-е годы оказались для актёра более плодотворными и в плане количества ролей, и по части их значимости. Зрители тепло приняли Хэмилла в триллере «Ночной попутчик», военной драме «Поверженные» испанского режиссёра Хесуса Франко. Затем последовала череда менее удачных фильмов, среди которых фильм-комикс «Гайвер», мистическая мелодрама «Любовь и магия», роль-камео в фильме ужасов «Лунатики». Серьёзные и комедийные роли в фильмах «Бегущий во времени», «Лотерея», «Деревня проклятых».
В середине 1990-х годов Хэмилл сыграл роль коммодора, а затем полковника Кристофера Блэра (Christopher Blair), главного героя серии компьютерных игр Wing Commander, выпущенных фирмой Origin.
В 1998 году у Марка появилась новая возможность блеснуть в фантастическом фильме — шведский режиссёр Харальд Цварт, большой поклонник «Звёздных войн», принялся снимать фильм «Гамильтон» с Петером Стормаре, в котором Хэмиллу отводилась роль злодея-американца.
Среди последних удачных работ актёра в кино — участие в молодёжной комедии «Джей и Молчаливый Боб наносят ответный удар», в которой он играет персонажа комикса по кличке «Хренобой», а также серьёзная роль в фильме «Спасибо, спокойной ночи» о музыкальной группе, где Хэмилл сыграл отца одного из музыкантов.
По словам самого Хэмилла, он — «человек скромных радостей». Несмотря на бурную плодотворную деятельность в театре, кино и на телевидении, он много времени уделяет семейным заботам и радостям. Как заботливый отец, он даже посещал родительские собрания в школе детей.
В последнее время Марк много рисует, смотрит кино и мультфильмы, занимается плаванием. У него неплохая коллекция игрушек и комиксов. Кроме того, Хэмилл — настоящий битломан со стажем. Ему не присуща «звёздная болезнь», поэтому актёр часто появляется на конвентах, посвящённых своим хобби, в качестве рядового члена собрания.
В 2015 году, спустя более 30 лет, Хэмилл вернулся к своей самой известной роли — Люка Скайуокера. В фильме «Звёздные войны: Пробуждение силы» появление Марка на экране ограничилось всего несколькими секундами. Но в фильме «Звёздные войны: Последние джедаи», который вышел на экраны в декабре 2017 года, роль Хэмилла стала более существенной. По словам актёра, его персонаж сильно изменился и отличается от прежнего Люка Скайуокера.
8 марта 2018 года на Аллее славы Голливуда в Лос-Анджелесе (штат Калифорния) была открыта именная звезда Марка Хэмилла.

### Общественная деятельность
В сентябре 2022 года стал послом фандрейзинговой платформы United24, собирающей средства для поддержки Украины. В 2024 году совместно с историком Тимоти Снайдером проводит кампанию «Безопасная местность», в рамках которой планирует собрать 441 тысячу долларов на покупку для ВСУ 30 роботов для разминирования территорий. «Одним из самых страшных преступлений России на Украине является закладка миллионов мин. Я посетил районы вблизи линии фронта, где людям приходится идти на риск, чтобы помочь соотечественникам вернуться на свои фермы и дома. Благодаря этим роботам можно безопасно обезвреживать мины и спасать жизни людям» — заявил он.

## Театральная карьера
Хэмилл всегда считал, что играть перед живой аудиторией намного приятнее и благодарнее, чем работать на камеру. Даже несмотря на громкий успех «Звёздных войн», он не прекращал работы в театре.
В середине 1980-х годов Марк переезжает в Нью-Йорк и начинает работать на Бродвее. Его дебютом стала пьеса «Человек-слон». Серьёзную роль в постановке Хэмиллу дали в надежде, что его имя на афише привлечёт публику. Актёр справился с поставленной задачей. Спектакль не только стал посещаемым, зрители оценили Хэмилла как театрального актёра.
Затем последовала по-настоящему крупная театральная роль — в спектакле «Амадей». Введённый во второй состав, Хэмилл объездил с гастролями практически всю Америку. А вскоре был введён в основной состав и играл Моцарта на Бродвее.
Середина 1980-х годов ознаменована блестящим мюзиклом «Харриган и Харт». Специально для роли в этой постановке Хэмиллу пришлось брать уроки танцев и вокала. Спектакль имел успех у зрителей и критиков.
Также стоит отметить участие актёра в постановках «Обслуживание в номерах» (Room Service, 1986 год) и «Придурок» (The Nerd, 1987 год).

## Семья
Накануне премьеры «Звёздных войн» Марк Хэмилл познакомился с дантисткой из Лос-Анджелеса Мэрилу Йорк. Их роман начал бурно развиваться, но когда фильм принёс Хэмиллу необычайную популярность, отношения оказались на грани разрыва. Мэрил удалось вернуть жениха, и в декабре 1978 года состоялась скромная свадьба во дворе дома в Малибу, купленного Хэмиллом на гонорар за «Звёздные войны».
В июне 1979 года в семье родился первенец — Нейтан Элиас. Марк как раз снимался в V эпизоде «Звёздных войн», и пара жила в Англии. Сразу из родильного отделения, где счастливый отец провёл всю ночь в ожидании, он отправился на съёмки.
В 1983 году на свет появился второй ребёнок — Гриффин Тобиас. Произошло это в провинции, поскольку Хэмилл с семьёй гастролировал по США с антрепризой знаменитого бродвейского спектакля, в котором играл Моцарта (в киноварианте это «Амадей» с Томом Халсом в главной роли).
В июле 1988 года во время съёмок фильма «Поток» у пары родился третий ребёнок — дочь Челси Элизабет.
Несмотря на то, что дом в Малибу слишком мал для такой большой семьи, Хэмилл не собирается оттуда переезжать.

## Фильмография

### Озвучивание
- 1972—1973 — The New Scooby-Doo Movies (сериал).
- 1977—2008 — ABC Weekend Specials (сериал) — Prince Tamino.
- 1977 — «Волшебники» / Wizards — Sean.
- 1977 — «Фред Флинстоун и друзья» (сериал) / Fred Flintstone and Friends
- 1984 — «Навсикая из долины Ветров» (видео) / Kaze no tani no Naushika — Mayor of Pejite.
- 1986 — «Небесный замок Лапута» / Tenkû no shiro Rapyuta — Muska.
- 1989—2013 — «Симпсоны» (сериал) / The Simpsons — Mark Hamill.
- 1989 — «Русалочка» / The Little Mermaid — Additional Voices.
- 1991 — The Flash II: Revenge of the Trickster (видео) — James Jesse; The Trickster.
- 1992—1995 — «Бэтмен» (мультсериал) / Batman: The Animated Series — Джокер.
- 1993—1994 — «Чокнутый» (сериал) / Bonkers.
- 1993—1995 — «Коты быстрого реагирования» (сериал) / Swat Kats: The Radical Squadron — Burke.
- 1993—1996 — «Мыши-рокеры с Марса» (сериал) / Biker Mice from Mars — L’Ectromag.
- 1993 — «Бэтмен: Маска фантазма» (видео) / Batman: Mask of the Phantasm — Джокер.
- 1993 — Hollyrock-a-Bye Baby (TV) — Slick.
- 1994—1996 — «Фантастическая четверка» (сериал) / Fantastic Four — Максимус, Тритон.
- 1994—1998 — «Человек-паук» (сериал) / Spider-Man — Хобгоблин.
- 1994 — «Волшебная флейта» (TV) / The Magic Flute — Prince Tamino.
- 1994 — «Тик-герой» (сериал) / The Tick — Julius Pendecker.
- 1994 — «Фантом 2040» (сериал) / Phantom 2040 — Dr. Jak.
- 1995 — «Full Throttle» (видеоигра) — Adrian Ripburger.
- 1995—1998 — «Пинки и Брейн» (сериал) / Pinky and the Brain — Джимми Джо-младший.
- 1996—1997 — «Невероятный Халк» (сериал) / The Incredible Hulk — Гаргулья.
- 1996—1999 — «Невероятные приключения Джонни Квеста» — The Real Adventures of Jonny Quest (сериал) — Eldoradoan.
- 1996—2000 — «Супермен» (сериал) / Superman — Джокер.
- 1996—2004 — «Эй, Арнольд!» (сериал) / Hey Arnold! — бездомный; полисмен.
- 1996 — «Малыш Бруно» (видео) / Bruno the Kid: The Animated Movie — Харрис.
- 1996 — «Приключения из книги добродетелей» (сериал) / Adventures from the Book of Virtues — Тесей.
- 1997—1999 — The New Batman Adventures (сериал) — Джокер.
- 1997—2001 — «Корова и Цыплёнок» (сериал) / Cow and Chicken — Additional Voices.
- 1998—2004 — «Крутые девчонки» (сериал) / The Powerpuff Girls — Additional Voices.
- 1998 — «Бэтмен и Супермен» (TV) / The Batman/Superman Movie — Джокер.
- 1998 — «Скуби-Ду на Острове Мертвецов» (видео) / Scooby-Doo on Zombie Island — Snakebite Scruggs.
- 1999—2001 — «Бэтмэн будущего» (сериал) / Batman Beyond — Картер.
- 1999—2002 — «Вуди Вудпекер» (сериал) / The New Woody Woodpecker Show — Buzz Buzzard.
- 1999—2008 — «Губка Боб Квадратные Штаны» (сериал) / SpongeBob SquarePants — Moth.
- 1999—2008 — «Гриффины» (сериал) / Family Guy — Люк Скайуокер.
- 1999 — «Ген 13» (видео) / Gen 13 — Threshold; Matthew Callahan.
- 1999 — «Командир эскадрильи» / Wing Commander — Мерлин (в титрах не указан).
- 1999 — «Ночь всадника без головы» (TV) / The Night of the Headless Horseman — Van Ripper.
- 2000—2001 — Buzz Lightyear of Star Command (сериал) — Flint.
- 2000—2003 — Clifford the Big Red Dog (сериал) — Оскар Оуэнс.
- 2000—2008 — «Харви Бердман» (сериал) Harvey Birdman, Attorney at Law — Richochet Rabbitt.
- 2000 — «Синдбад: Завеса туманов» / Sinbad: Beyond the Veil of Mists — капитан стражи.
- 2000 — «Скуби-Ду и Нашествие Инопланетян» (видео) / Scooby-Doo and the Alien Invaders — Стив.
- 2000 — «Царь сновидений» (видео) / Joseph: King of Dreams — Иуда.
- 2000—2004 — Static Shock (сериал) — Джокер.
- 2000 — «Бэтмен будущего: Возвращение Джокера» — Jack Napier; Джокер, Jordan Price.
- 2000 — The Christmas Lamb (TV).
- 2001—2002 — «Облонги» (сериал) / The Oblongs — Mr. Phugly.
- 2001—2004 — «Самурай Джек» (сериал) / Samurai Jack — Guiness, Other Fisherman.
- 2001—2004 — «Лига справедливости» (сериал) / Justice League — Джокер.
- 2001—2008 — Grim & Evil (сериал) — Co-host.
- 2001 — Earth Day — Dr. Bob.
- 2001 — The Man Who Walks with Bears (TV) — рассказчик.
- 2002—2008 — «Что новенького, Скуби-Ду?» (сериал) / What’s New, Scooby-Doo? — Barge Captain.
- 2002—2008 — Codename: Kids Next Door (сериал) — Stickybeard.
- 2002 — «Балто 2: В поисках волка» (видео) / Balto: Wolf Quest — Ниджу.
- 2002 — Baxter and Bananas — Bananas.
- 2002 — Rapsittie Street Kids: Believe in Santa (TV) — Эрик.
- 2003 — «Небесные рейнджеры» (видео) / Aero-Troopers: The Nemeclous Crusade — Older Joshua.
- 2003 — «Стрипперелла» (мультсериал) / Stripperella — Dr. Cesarian.
- 2003 — Burl’s — рассказчик (в титрах не указан).
- 2004—2006 — «Непобедимая команда суперобезьянок» / Super Robot Monkey Team Hyperforce Go! — Король-скелет.
- 2004—2008 — «Бэтмен» (сериал) / The Batman — Crime boss Tony Zucco.
- 2004—2008 — «Дэнни-призрак» (сериал) / Danny Phantom — Undergrowth.
- 2004 — «Книга комиксов» (видео) / Comic Book: The Movie  — Donald Swan.
- 2004 — Wolf Tracer’s Dinosaur Island — Блейк.
- 2005 — Batman: New Times (видео) — Джокер.
- 2005—2008 — «Аватар: Легенда об Аанге» (сериал) / Avatar: The Last Airbender — Лорд Огня Озай.
- 2005 — «Звездная битва: Сквозь пространство и время» / Thru the Moebius Strip — Simon Weir.
- 2005 — Watch the Skies: Science Fiction, the 1950s and Us (TV) — рассказчик.
- 2006—2008 — «Металлопокалипсис» (сериал) / Metalocalypse — Сенатор Стемпингстон.
- 2006—2008 — «Мыши-рокеры с Марса» (сериал) / Biker Mice from Mars — Pierre Fluffbottom.
- 2006 — «Новые Мстители 2» (видео) / Ultimate Avengers II — Oiler.
- 2006 — «Том и Джерри: Трепещи, Усатый!» (видео) / Tom and Jerry in Shiver Me Whiskers — Skull.
- 2006 — «Голубой утёнок» (видео) / Queer Duck: The Movie — Vendor.
- 2006 — «Роботех: Теневые хроники» / Robotech: The Shadow Chronicles — Commander Taylor.
- 2006 — Choose Your Own Adventure: The Abominable Snowman (видео) — Jamling.
- 2006 — Codename: Kids Next Door — Operation Z.E.R.O.  (TV) — Stickybeard.
- 2007 — «Робоцып: Звездные войны» (TV) / Robot Chicken: Star Wars — Люк Скайуокер.
- 2007 — «Битва за планету Терра» / Battle for Terra — Elder Orin (голос).
- 2007 — «Футурама: Большой куш Бендера» (видео) / Futurama: Bender’s Big Score — Chanukah Zombie.
- 2007—2008 — «Мои друзья Тигруля и Винни» (сериал) / My Friends Tigger & Pooh — Черепаха.
- 2008 — Conan: Red Nails (видео) — Tolkemec.
- 2008 — Spawn: The Animation (сериал) — Twitch.
- 2009 — «Афросамурай:_Воскрешение» (видео) / Afro Samurai: Resurrection — Бин / Оден, владелец забегаловки.
- 2009 — «Мои друзья Тигруля и Винни: Мюзикл волшебного леса» (видео) / Tigger and Pooh and a Musical Too — Черепаха.
- 2009 — «Darksiders» (видеоигра) — The Watcher.
- 2010 — «Скуби-Ду! Истории летнего лагеря» (видео) / Scooby-Doo! Camp Scare — Deacon, Babyface Boretti, Store Owner.
- 2010—2017 — «Обычный мультик» / Regular Show — Скипс.
- 2016 — «Бэтмен: Убийственная шутка» / Batman: The Killing Joke — Джокер.
- 2019 — «Детские игры» / Child’s Play — кукла Чаки
- 2021 — «Неуязвимый» / Invincible — Арт Розенбаум
- 2021 — «Властелины вселенной: Откровение» / Masters of the Universe: Revelation — Скелетор
- 2022 — «Песочный человек» / The Sandman — Тыквоголовый Мервин
- 2024 — «Лига Справедливости: Кризис на Бесконечных Землях[6]» / Justice League: Crisis on Infinite Earths — Джокер (Земля-12)[7]
- 2024 - Дикий робот/ The Wild Robot - Медведь

### Роли в кино
- 1963—2008 — «Главный госпиталь» (сериал) / General Hospital — Кент Мюррей.
- 1965—1974 — «ФБР» (сериал) / The F.B.I. — Майкл Нейборс.
- 1969—1974 — «Комната 222» (сериал) / Room 222 — Мэтт.
- 1969—1976 — «Медпункт» (сериал) / Medical Center — Дэнни.
- 1970—1974 — «Семья Партридж» (сериал) / The Partridge Family — Джерри.
- 1971—1973 — «Ночная галерея» (сериал) / Night Gallery — Francis the Messenger Boy.
- 1971—1976 — Cannon (сериал) / — мальчик на ферме.
- 1972—1977 — «Улицы Сан Франциско» (сериал) / The Streets of San Francisco — Эндрю «Энди» Тёрнер.
- 1974—1975 — Lucas Tanner (сериал) — Крэйг Стэнтон.
- 1974—1976 — Petrocelli (сериал) — Дэвид Митчелл.
- 1975—1984 — One Day at a Time (сериал) — Харви Шнайдер.
- 1975 — «Сара Т. Портрет молодой алкоголички» (TV) / Sarah T. — Portrait of a Teenage Alcoholic — Кен Ньюкирк.
- 1975 — Delancey Street: The Crisis Within (TV) — Филип Дональдсон.
- 1975 — Eric (TV) — Пол Свенсен.
- 1976 — Mallory: Circumstantial Evidence (TV) — Джо Сели.
- 1977—1981 — Eight Is Enough (сериал) — Дэвид Брэдфорд.
- 1977 — «Звёздные войны. Эпизод IV: Новая надежда» / Star Wars — Люк Скайуокер
- 1977 — The City (TV) — Юджин Бэнкс.
- 1978 — «The Star Wars Holiday Special» (TV) — Люк Скайуокер.
- 1978 — «Лето в поисках «Корвета» / Corvette Summer — Кеннет Дэнтли-младший.
- 1980 — «Звёздные войны. Эпизод V: Империя наносит ответный удар» / The Empire Strikes Back — Люк Скайуокер
- 1980 — «Большая красная единица» / The Big Red One — рядовой Грииф
- 1981 — «Ночь, когда погасли огни в Джорджии» / The Night the Lights Went Out in Georgia — Конрад.
- 1982 — «Госпиталь „Британия“» / Britannia Hospital — Red.
- 1983 — «Звёздные войны. Эпизод VI: Возвращение джедая» / Return of the Jedi — Люк Скайуокер
- 1985—1987 — «Удивительные истории» (сериал) / Amazing Stories — Джонатан.
- 1985—1989 — «Альфред Хичкок представляет» (сериал) / Alfred Hitchcock Presents — Дэнни Карлайл.
- 1987—1989 — «Хупермэн» (сериал) / Hooperman — продюсер.
- 1989 — «Поток» / Slipstream — Уилл Таскер.
- 1990—1991 — «Флэш» (сериал) / The Flash — Джеймс Джесси.
- 1990 — «Ночной попутчик» / Midnight Ride — Джастин.
- 1990 — «Поверженные» / La Chute des aigles — Петер Фрелих.
- 1991 — «Гайвер» / Guyver — Макс Рид.
- 1991 — «Любовь и магия» / Black Magic Woman — Брэд Трэвис.
- 1991 — Earth Angel (TV) — Уэйн Стейн.
- 1992 — «Лунатики» / Sleepwalkers — лейтенант Дженнингс (в титрах не указан).
- 1993—1996 — «Подводная Одиссея» (сериал) / SeaQuest DSV — Тобиас Леконт.
- 1993 — «Бегущий во времени» / Time Runner — Майкл Рейнор.
- 1993 — «Мешки для трупов» (TV) / Body Bags — Брент Мэттьюс.
- 1993 — Une image de trop (TV) — Джош Пейтон.
- 1994—1995 — «Правосудие Берка» (сериал) / Burke’s Law — Симон.
- 1994 — «На грани гибели» / Silk Degrees — Джонсон.
- 1994 — «Лотерея» / The Raffle — Бернард Уоллес.
- 1995—2002 — «За гранью возможного» (сериал) / The Outer Limits — доктор Сэм Стейн (5 серия 2 сезона «Власть разума над материей»).
- 1995—2008 — «Безумное телевидение» (сериал) / Mad TV — мистер Суон.
- 1995 — «Деревня проклятых» / Village of the Damned — преподобный Джордж.
- 1997 — The Blues Brothers Animated Series (сериал) — детектив Aрмбристер.
- 1997 — «Звездные герои» / Laserhawk — Боб Шеридан.
- 1997 — «Когда выйдет время» (TV) / When Time Expires — Билл Термот, бывший партнёр Бека.
- 1998 — «Гамильтон» — Hamilton — Майк Хокинс.
- 1998 — «Наблюдатели: Возрождение» / Watchers Reborn — Мёрфи.
- 1999 — «Прогулка по Египту» / Walking Across Egypt — Ламар Бенфилд.
- 2000—2001 — «Сын пляжа» (сериал) / Son of the Beach — Дивин Род Петри.
- 2001—2006 — «Лига справедливости» (сериал) / Justice League — Соломон Гранди.
- 2001 — «Джей и Молчаливый Боб наносят ответный удар» / Jay and Silent Bob Strike Back — Хренобой.
- 2001 — «Гамильтон» (TV) — Hamilton — Майк Хокинс.
- 2001 — «Спасибо и спокойной ночи» / Thank You, Good Night — Карл, отец Ли.
- 2003 — «Город зла» / Reeseville — Зик Окмен.
- 2012 — «Чак» (сериал) / Chuck, Сезон 5 серия 1 — Жан-Клод.
- 2012 — «Последний рейс» / Airborne — Малкольм
- 2012 — «Суши гёрл» / Sushi Girl — Кроу
- 2013 — «Мыслить как преступник» (сериал) / Criminal Minds — Джон Кёртис
- 2015 — «Kingsman: Секретная служба» — Джеймс Арнольд.
- 2015—2016 — «Флэш» (сериал) / The Flash — Джеймс Джесси.
- 2015 — «Звёздные войны: Пробуждение силы» — Люк Скайуокер.
- 2017 — «Звёздные войны: Последние джедаи» — Люк Скайуокер.
- 2017 — «Медведь Бригсби» — Тед.
- 2018 — «Аферист» — Роберт Минков.
- 2018 — «Теория Большого взрыва» (сериал) / The Big Bang Theory, Сезон 11 серия 24 — камео[8]
- 2019 — «Падение Ордена» (сериал) / Knightfall, 2 сезон — Талус.
- 2019 — «Звёздные войны: Скайуокер. Восход» / Star Wars: The Rise of Skywalker — Люк Скайуокер.
- 2020 — «Мандалорец» / The Mandalorian — Люк Скайуокер.
- 2022 — «Книга Бобы Фетта» / The Book of Boba Fett — Люк Скайуокер.
- 2023 — «Машина» — отец Берта.
- 2023 —  «Падение дома Ашеров» — Артур Пим.
- 2024 — «Жизнь Чака» — Алби Кранц.
- 2025 — «Долгая прогулка» — Майор.

## Озвучивание видеоигр
- 1993 — «Габриэль Найт: Грехи отцов» / Gabriel Knight: Sins of the Fathers — детектив Мозли, водитель джипа в Африке.
- 1995 — «Full Throttle» — Адриан Рипбургер.
- 2001 — «Batman: Vengeance» — Джокер.
- 2002 — «Grandia Xtreme» — полковник Кройц.
- 2005 — «Yakuza» — Горо Мадзима.
- 2008 — «The Legend of Spyro: Dawn of the Dragon» — Malefor.
- 2009 — «Batman: Arkham Asylum» — Джокер, Scarface.
- 2009 — «Darksiders» — The Watcher.
- 2011 — «Batman: Arkham City» — Джокер.
- 2015 — «Batman: Arkham Knight» — Джокер.
- 2016 — «Batman: Arkham VR» — Джокер.
- 2017 — «Lego DC Super-Villains» — Джокер.
- TBA — «Squadron 42» — Колтон.